# VCヴィースバーデン

クラブのロゴマーク

VC ヴィ―スバーデン（VC Wiesbaden）はドイツのヘッセン州ヴィースバーデンを本拠地とするスポーツクラブであり、2024/25シーズンはドイツブンデスリーガに所属している。

## 歴史
1977年設立。創部直後から1984年までドイツブンデスリーガのトップカテゴリーに参戦。その後は暫く2部リーグでの活動を経て、2004/05シーズンにトップカテゴリーに昇格を果たすと2006/07シーズンのブンデスリーガでは4位に入った。2009/10シーズンのブンデスリーガでは26試合を22勝4敗の成績で準優勝となり、チーム最高順位を更新した。2013/14シーズンのブンデスリーガではレギュラーラウンドを14勝6敗の2位で通過。セミファイナルでRote Raben Vilsbiburgに敗れたが、3位決定戦でLadies in Black Aachenに勝利し3位に入った。2014/15シーズン、2016/17シーズンのブンデスリーガでは4位、2017/18シーズンのドイツカップで準優勝となったが、その後はなかなか上位進出を果たすことができなかった。2022/23シーズンのブンデスリーガはレギュラーラウンドを9勝11敗ながらポイント率で4位通過し、クォーターファイナルでドレスナーSCに惜しくも敗れてベスト4入りならなかったが最終順位は5位となった。

## 主な成績
- ドイツブンデスリーガ：準優勝 - 2009/10シーズン

　　　　　　　　　　　：3位 - 2013/14シーズン
- ドイツカップ：準優勝 - 2012/13、2017/18シーズン

## 登録選手
2024-25年シーズンの登録選手は次の通り。
| 背番号 | 名前                   | ポジション           | 身長 | 備考       |
| ------ | ---------------------- | -------------------- | ---- | ---------- |
| 4      | ターニャ・グローサー   | アウトサイドヒッター | 1.78 | キャプテン |
| 5      | Hannah Hartmann        | アウトサイドヒッター | 1.90 |            |
| 7      | Adriana Wełna          | セッター             | 1.77 |            |
| 9      | レネ・サイン           | リベロ               | 1.63 |            |
| 10     | Olivia Rusek           | アウトサイドヒッター | 1.80 |            |
| 11     | Celine Jebens          | オポジット           | 1.88 |            |
| 12     | ニナ・ヘレロバ         | ミドルブロッカー     | 1.84 |            |
| 14     | ヨナ・ワッセファーラー | ミドルブロッカー     | 1.76 |            |
| 17     | Rachel Gomez           | ミドルブロッカー     | 1.86 |            |
| 18     | Marlene Rieger         | ミドルブロッカー     | 1.90 |            |
| 19     | グレタ・キッシュ       | アウトサイドヒッター | 1.80 |            |
| 20     | Ana-Marija Jonjev      | セッター             | 1.80 |            |

## 主な歴代所属選手
| - ターニャ・ハルト - レギーナ・ブルヒアルト - イバーナ・バニャク - キンバリー・ドレフニオク - ナタリー・レメンス - ラウラ・クンズラー | - エリザベータ・ティーシェンコ - マロリー・マッケイジ - ジャスティン・ウォン＝オランテス - アシュリー・エバンス - 畠山亜希子 - 庄司夕起 |